# Marita Lange
Marita Lange (Halle, 22 giugno 1943) è un'ex pesista tedesca, vincitrice della medaglia d'argento alle Olimpiadi di Città del Messico nel 1968.

## Palmarès
| Anno | Manifestazione  | Sede              | Evento         | Risultato | Misura  | Note |
| ---- | --------------- | ----------------- | -------------- | --------- | ------- | ---- |
| 1966 | Europei         | Budapest          | Getto del peso | Bronzo    | 16,96 m |      |
| 1968 | Europei indoor  | Madrid            | Getto del peso | Bronzo    | 17,62 m |      |
| 1968 | Giochi olimpici | Città del Messico | Getto del peso | Argento   | 18,78 m |      |
| 1969 | Europei indoor  | Belgrado          | Getto del peso | Oro       | 17,52 m |      |
| 1969 | Europei         | Atene             | Getto del peso | Bronzo    | 19,56 m |      |
| 1970 | Europei indoor  | Vienna            | Getto del peso | Bronzo    | 18,09 m |      |
| 1971 | Europei         | Helsinki          | Getto del peso | Argento   | 19,25 m |      |
| 1972 | Giochi olimpici | Monaco di Baviera | Getto del peso | 6ª        | 18,85 m |      |

## Altre competizioni internazionali
1973
- Coppa Europa di atletica leggera ( Edimburgo)